# Боёвка (Орловская область)
Боёвка — деревня в Урицком районе Орловской области России.
Входит в состав Богдановского сельского поселения.

## География
Расположена южнее административного центра — посёлка Гагаринский на правом берегу реки Цон. Западнее деревни проходит на автодорога 54К-17, которая ответвляется от автомобильной дороги Р-120: Орёл — Брянск — Смоленск — Беларусь.
В Боёвку заходит просёлочная дорога, в деревне имеются две улицы — Дачная и Тенистая.

## Население
| 2010 |
| ---- |
| 35   |